# Roter Kogel
De Rote Kogel is een 2832 meter hoge bergtop in de Stubaier Alpen in het Oostenrijkse Tirol.
De top is bereikbaar vanuit Praxmar in het Lüsenstal of vanuit de Potsdamer Hütte.